# Éghajlatváltozási Kormányközi Testület
Az Éghajlatváltozási Kormányközi Testület (IPCC, angolul: Intergovernmental Panel on Climate Change) 1988-ban megalakult szervezet, amelynek létrehozását az ENSZ Környezetvédelmi Programja (UNEP) és a Meteorológiai Világszervezet (WMO) kezdeményezte, illetve az ENSZ Közgyűlése az éghajlatváltozással foglalkozó határozatában  megerősítette. Célja, hogy értékelje és összefoglalja az emberi tevékenység által kiváltott klímaváltozással kapcsolatos kutatási eredményeket. Saját kutatást nem végez, hanem referált tudományos publikációkat dolgoz fel, és ezek tartalmát jelentéseiben foglalja össze.

## Története
Már az emberi környezettel foglalkozó 1972. évi ENSZ-konferencián szorgalmazták azoknak a gazdasági tevékenységeknek a vizsgálatát, amelyek révén a földi légkörbe kerülő üvegházhatású gázok befolyásolhatják az éghajlatot. Az 1979. évi Éghajlati Világkonferencia alkalmával arról döntöttek, hogy szükség van egy átfogó Éghajlati Világprogramra, amelynek keretében jobban feltárható a globális éghajlati rendszer működése, az annak állapotára ható tényezők és becsülhető e rendszer jövőbeli állapota. 1988-ban, a Torontóban megtartott tanácskozáson a fejlett országokat képviselő kormányok delegációi megfogalmazták, hogy csökkenteni szükséges a légkörbe jutó üvegházhatású gázok mennyiségét. Az IPCC első jelentését az 1990 novemberében tartott 2. Éghajlati Világkonferenciára állította össze. Ezután, 1991-ben alakult meg a Kormányközi Tárgyaló Bizottság (Intergovernmental Negotiating Committee – INC), 1992-ben fogadták el az ENSZ éghajlatváltozási keretegyezményét (United Nations Framework Convention on Climate Change – UNFCCC, rövidebben FCCC).
A második jelentést 1996-ban, a harmadikat 2001-ben hozták nyilvánosságra. 2007-ben adták ki a negyedik helyzetértékelő jelentést. 2007. október 12-én a szervezet (azaz az IPCC) és Al Gore amerikai politikus megosztott Nobel-békedíjat kapott. Az ötödik jelentést 2013/2014-ben adták ki. Ennek döntéshozatali összefoglalója 2016. március 23. óta magyarul is olvasható. A hatodik jelentés első részét 2021. augusztus 6-n adták ki.

## Alapvető feladatai
1. Annak értékelése, miként hatnak a különféle emberi tevékenységek bolygónk éghajlatára.
2. A várható globális változások becslése.
3. A társadalmi-gazdasági és környezeti következmények felmérése.
4. Az emberi tevékenységekből eredő globális éghajlatmódosító hatások (pl. kibocsátások) csökkentési lehetőségeinek feltárása és elemzése; a káros következmények mérséklése.[3]

## Szervezete, szakértői
Az IPCC-nek három munkacsoportja van, ezek (a) az éghajlati rendszer működésével, (b) az éghajlatváltozás hatásaival és az azokra való felkészülés, az alkalmazkodás lehetőségeivel, valamint (c) az éghajlati rendszerre gyakorolt emberi hatások mérséklésének lehetőségeivel foglalkoznak. Az IPCC egy további munkacsoportjának feladata az üvegházhatású gázok éghajlat-módosító tulajdonságainak számításba vételi módszereire vonatkozó útmutató összeállítása. A Testület működési szabályzatát, jelentéseit a kormányzati delegációk plenáris ülésein fogadják el, s ugyancsak e fórumokon választják meg egy-egy átfogó értékelő jelentés elkészítésének többéves időszakára a Testület és munkacsoportjai vezetőit. Az IPCC eddigi elnökei: Bert Bolin, Robert Watson, Rajendra K. Pachauri,
Ismail El Gizouli és Hoesung Lee. (Bert Bolint és Rajendra K. Pachaurit is egyszer újraválasztották egy második elnökségi időszakra.)
AZ IPCC tevékenységében, a jelentések, illetve az útmutatók elkészítésében, véglegesítésében száznál több országból több ezer szakértő ("scientists and officials") vett és vesz részt. Közöttük voltak azok a magyar szakértők is, akik már 1988-2007 között - azaz az IPCC részére felerészben odaítélt Nobel-békedíj időszakáig - részt vettek a különböző IPCC-jelentések szövegének elkészítésében (szerzőként, közreműködő szakértőként; az évszámok a vonatkozó jelentések megjelenésére utalnak): Bálint Gábor (VITUKI, Budapest, 2001), Faragó Tibor (KMI, Budapest, 1990), Jászay Tamás (BME, Budapest, 2001), Nováky Béla (SzIE, Gödöllő, 2007), Somlyódi László (VITUKI és BME, Budapest, 1995), Somogyi Zoltán (ERTI, Budapest és EU-JRC, 2003, 2006), Starosolszky Ödön (VITUKI, Budapest, 1995), Szesztay Károly (VITUKI, Budapest, 1995), Tóth Ferenc (BCE, Budapest és IAEA, Bécs, 1997, 2001, 2007), Ürge-Vorsatz Diana (CEU, Budapest, 2007), Várallyai György (TKI, Budapest, 1995). (A Testülettel kapcsolatos hazai feladatok koordinátora Faragó Tibor (KvVM) volt 1993 és 2010 között („national focal pont”). Rajtuk kívül akkor és azóta több más magyar szakértő bekapcsolódott a Testület különböző jelentéseivel foglalkozó nemzetközi egyeztető fórumok tevékenységébe, valamint a tervezetek rendkívül széles körű véleményezési, lektorálási folyamatába (többek között: Bartholy Judit, Koppány György, Mika János, Pálvölgyi Tamás, Szépszó Gabriella, Zágoni Miklós). A Testület értékelő jelentéseinek összefoglalói magyar nyelven is megjelentek. 2008-ban az IPCC Budapesten tartotta meg ülésszakát.